# Bruno Piazzalunga
Bruno Piazzalunga (* 25. Oktober 1944 in Chiomonte) ist ein ehemaliger italienischer Skirennfahrer sowie Weltmeisterschafts- und Olympiateilnehmer.

## Karriere
Der aus dem Susatal im Piemont stammende Piazzalunga startete bei den Olympischen Winterspielen 1968 in Grenoble für Italien und belegte im Riesenslalom den elften Platz mit 5,24 Sekunden Rückstand auf Jean-Claude Killy und war damit der beste Italiener. Gerhard Mussner kam auf Platz 17, Ivo Mahlknecht auf Platz 26 und Renato Valentini startete trotz Nennung nicht. Im Slalom schied Piazzalunga aus.
Im Weltcup war seine beste Platzierung der zehnte Platz im Riesenslalom von Adelboden am 9. Januar 1967, wo er 6,49 Sekunden Rückstand auf Jean-Claude Killy hatte. Zwölf Hundertstelsekunden vor ihm lag der US-Amerikaner Jimmy Heuga.

## Erfolge

### Olympische Spiele
- Grenoble 1968: 11. im Riesenslalom, DNF im Slalom

### Weltmeisterschaften
- Grenoble 1968: 11. im Riesenslalom, DNF im Slalom

### Weltcupwertungen
- Eine Platzierung unter den besten zehn

| Saison | Gesamt | Gesamt | Abfahrt | Abfahrt | Riesenslalom | Riesenslalom | Slalom | Slalom |
| Saison | Platz  | Punkte | Platz   | Punkte  | Platz        | Punkte       | Platz  | Punkte |
| ------ | ------ | ------ | ------- | ------- | ------------ | ------------ | ------ | ------ |
| 1967   | 44.    | 1      |         |         | 22.          | 1            |        |        |

### Nationale Meisterschaften
- 1966: 1. im Riesenslalom